# Jean Decourt

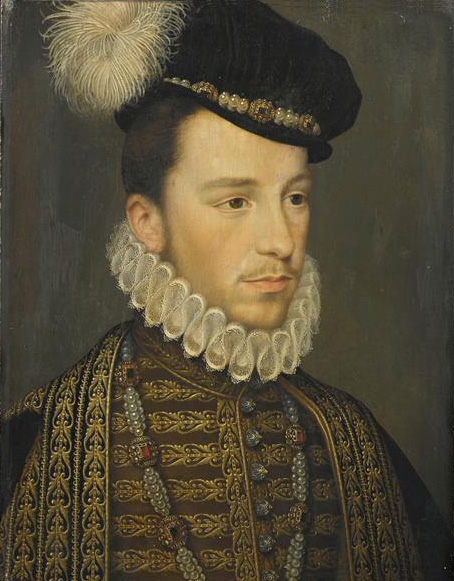
Enrique III antes de su coronación o su hermano el duque de Alençon. Óleo sobre tabla, 35 x 25 cm, Chantilly, musée Condé.

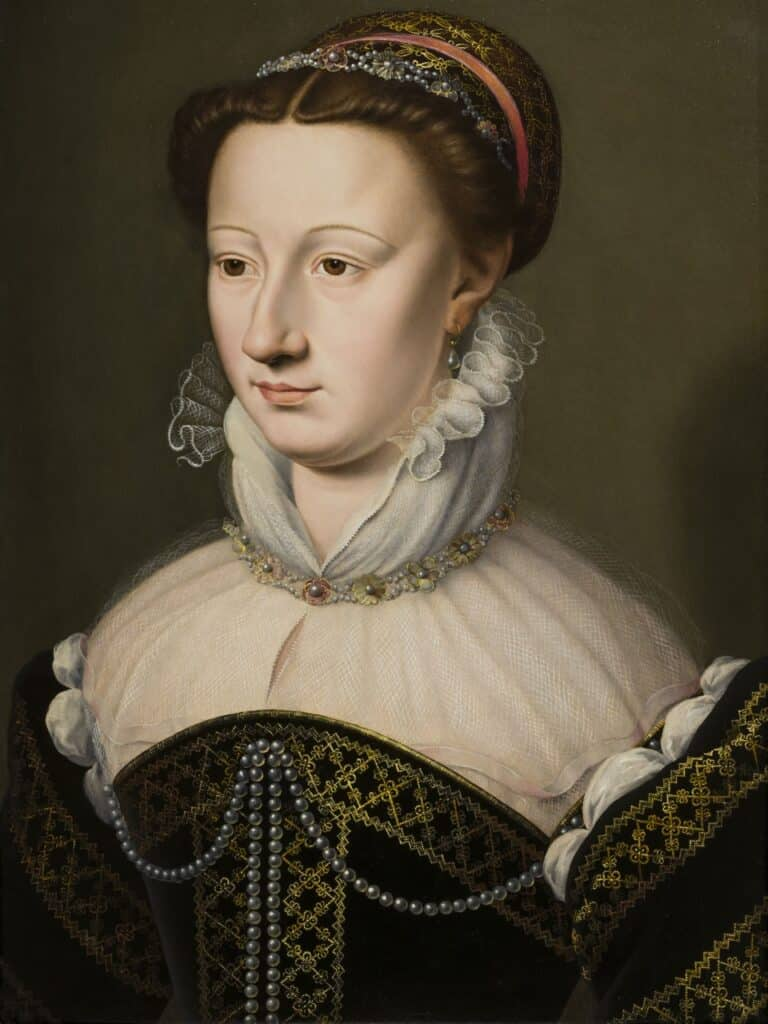
Madeleine de L’Aubépine, atribuido a Jean Decourt. Óleo sobre tabla, 34,5 x 25 cm, Valencia, Museo de Bellas Artes de Valencia

Jean Decourt, pintor francés fallecido en 1585, en 1572 sucedió a François Clouet como pintor de la corte. Son muy pocos los datos biográficos que no resulten controvertidos y tampoco es posible atribuirle con entera seguridad ninguna obra, pues se han perdido todas las mencionadas en los documentos, singularmente un retrato en miniatura de Carlos IX de Francia o el de su padre Enrique II que en el momento de su muerte tenía sobre el lecho.
A Jean Decourt se lo encuentra por primera vez mencionado en un contrato de aprendizaje firmado en París en 1553, por el que, con el título de «painctre de Monseigneur le prince de la Rochesurion» (es decir, Luis III, duque de Montpensier e hijo de Luis de Borbón, príncipe de la La Roche-sur-Yon) se comprometía a recibir en su servicio como aprendiz por dos años a André Boullier, hijo de un sastre de Laon. Pasó luego al servicio de María Estuardo como su pintor ordinario, según es citado en una sentencia del 23 de abril de 1562 que condenaba a René Pin, su tesorero en París, a pagar al pintor los 147 escudos estipulados en una cédula fechada en 1558, pero no es seguro que la acompañase en su viaje a Escocia para tomar posesión del trono. Sí es posible, en cambio, que en 1565 viajase a Inglaterra, según dos cartas enviadas a William Cecil en julio de 1570 y febrero de 1571, en las que también aludía al regalo de un retrato de Carlos IX y a su deseo de viajar a Inglaterra para presentar a la reina Isabel I el retrato que le había hecho en su anterior viaje, aunque temía que ya no se pareciese.
A la muerte de François Clouet en 1572 ocupó su cargo como pintor oficial de la corte y transmitió a su hijo Charles, también pintor, su propio empleo de pintor ordinario del rey Carlos IX. Esa proximidad con François Clouet ha hecho que se le atribuyan algunos retratos que anteriormente estuvieron asignados al mismo Clouet, pero que, en opinión de Marcel Aubert, conservando su elegancia son algo más fríos, como el supuesto retrato del duque de Anjou, el futuro Enrique III de Francia, conservado en el museo Condé de Chantilly, del que existe un dibujo preparatorio en la Bibliothèque nationale de France. También en el museo Condé se atribuye a Decourt el retrato de Albert de Gondi, duque de Retz, con una falsa inscripción que atribuía la pintura a Hans Holbein. Además, algunos retratos anónimos de Enrique III del citado museo, ya como rey de Francia, podrían haber sido pintados según modelos proporcionados por Decourt. Una miniatura con el retrato de Enrique III pintada a la acuarela y guache sobre vitela, adquirida en 2020 por el Museum of Fine Arts de Houston, con una inscripción a mano en el dorso en la que se lee «faict·par·decovrt·1578», sería la primera obra segura de la que partir para la formación de su catálogo.
Un retrato de Madeleine de L’Aubépine, poeta y traductora, casada con Nicolas de Neufville, señor de Villeroy, y dama de honor de Catalina de Médicis, se ha incorporado en 2023 a la colección del Museo de Bellas Artes de Valencia con atribución a Decourt, descartando una anterior atribución a Clouet. De él se conserva en la BnF un dibujo en espejo atribuido al denominado «Anonyme Lécurieux», nombre convencional por el que se conoce al autor de cuarenta y nueve dibujos conservados en la misma biblioteca, que, en opinión de Alexandra Zvereva, podría ser identificado con Jean Decourt.
No es probable que se trate del mismo Jean Court, llamado Vigier, pintor de esmaltes de Limoges, o que esté emparentado con él.